# Pteronia fastigiata
Pteronia fastigiata là một loài thực vật có hoa trong họ Cúc. Loài này được Thunb. miêu tả khoa học đầu tiên.